# PC Booter
Als PC Booter bezeichnet man Computerspiele, die ohne ein Betriebssystem direkt auf der Plattform des IBM PC gestartet werden. Viele PC-kompatible Computerspiele der 1980er Jahre waren PC Booter. Die Spiele wurden auf einer 5,25″-Diskette (englisch floppy disk) ausgeliefert, die als Startdiskette dient. Das bedeutet, sie wurden nicht wie normale DOS-Programme über die Kommandozeile (COMMAND.COM) gestartet, sondern nach dem Einschalten des PCs wurde von der vorher eingelegten Diskette ein Bootvorgang durchgeführt und die Software direkt von der Diskette ohne den Umweg über ein zuvor gestartetes Betriebssystem – meist MS-DOS – gestartet. Einige Spiele enthielten hierfür eine Variante eines gewöhnlichen Betriebssystems wie PC DOS, bei anderen hingegen war das Betriebssystem fest verankert und nicht separat zu starten.
Gründe für den Einsatz eines PC Booters waren ein komfortabler Start ohne weitere Benutzeraktion. Die meisten frühen Personal Computer wurden noch ohne Festplatte ausgeliefert und verfügten somit über kein „fix“ auf einer Festplatte (englisch fixed disk) installiertes Betriebssystem. Dieses hätte zuerst von einer Systemdiskette gestartet bzw. gebootet werden müssen und dann hätte nach einem Diskettenwechsel erst das Spiel gestartet werden können. Durch die direkt auf einem IBM-PC-Kompatiblen ohne DOS bootbaren PC Booter entfiel dieser Schritt.
Weitere Gründe für PC Booter waren die höhere Zuverlässigkeit durch eine einheitliche Konfiguration, sowie der Schutz vor Veränderungen mit herkömmlichen DOS-Werkzeugen, da die meisten PC Booter für die Programmdiskette kein FAT-Dateisystem verwendeten und es somit auch keine von DOS lesbaren Dateien gab, auf die man unter einem laufenden Betriebssystem wie PC DOS oder MS-DOS hätte zugreifen können.
Eine Ausnahme waren lediglich Spielstandsicherungsdisketten, die unter DOS vorher mit einem FAT12-Dateisystem formatiert werden mussten und dann von den Spielen zum Speichern der Spielstände benutzt werden konnten.
Einige Spiele, die als PC Booter ausgeliefert wurden, erfordern, dass das verwendete Diskettenlaufwerk wirklich als erstes (von beim PC traditionell zwei möglichen Laufwerken) angeschlossen ist, was dem Laufwerksbuchstaben A: entspricht. Ein softwareseitiger Tausch des Diskettenlaufwerks A: mit B:, wie es diverse Bootloader oder (spätere) BIOS-Implementierungen ermöglichten, genügt nicht.
Um auf einem modernen Computer PC Booter spielen zu können, benötigt man einen Emulator für die PC-Plattform. Beispiele für Emulatoren, die PC Booter unterstützen, sind Bochs und DOSBox.

## Beispiele
- Alley Cat (1984, IBM)
- Digger (1983, Windmill Software)
- King’s Quest (1984, Sierra On-Line)
- Pirates! (1987, Microprose; spätere Versionen waren auch unter DOS verfügbar)
- Winter Games (1986, Epyx)
- James Bond: Goldfinger (1986, Mindscape)